# Anna Pettinelli
Anna Pettinelli (n. 28 ianuarie 1957, Livorno, Italia) este o jurnalistă și moderator de televiziune italiană.